# تمرة (السليل)
تمرة، هي قرية من فئة (أ) تقع في محافظة السليل، والتابعة لمنطقة الرياض في السعودية. وتبعد تمرة عن محافظة السليل بمسافة تقارب (20) كم.